# Chad Johnson
Chad Javon Johnson, conosciuto anche come Chad Ochocinco dal 2008 al 2012 (Miami, 9 gennaio 1978), è un ex giocatore di football americano e calciatore statunitense che ha militato nel ruolo di wide receiver nella National Football League (NFL). Fu scelto nel corso del secondo giro (36º assoluto) del Draft NFL 2001 dai Cincinnati Bengals. Al college ha giocato a football ad Oregon State.

## Carriera

### Cincinnati Bengals

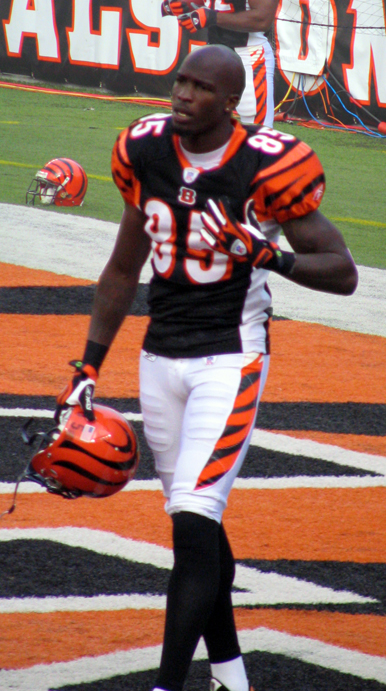
Johnson nel 2007.

Al draft NFL 2001, Johnson fu selezionato come 36a scelta dai Bengals. Debuttò nella NFL il 9 settembre 2001 contro i New England Patriots indossando la maglia numero 85.
Nelle stagioni successive migliorò notevolmente le proprie prestazioni, venendo inserito tre volte nella formazione ideale della stagione All-Pro. All'inizio della stagione 2006 firmò un prolungamento contrattuale quinquennale.
Chad, prima dell'inizio della stagione regolare del 2008, decise di cambiare il suo cognome da Johnson in Ochocinco, che non è altro il numero della sua maglietta (85) in lingua spagnola.
In occasione del possibile lockout del 2011, sostenne un provino con la squadra di calcio statunitense dello Sporting Kansas City durante il quale ha giocato 50 minuti, ottenendo alla fine un posto nella squadra delle riserve.

### New England Patriots

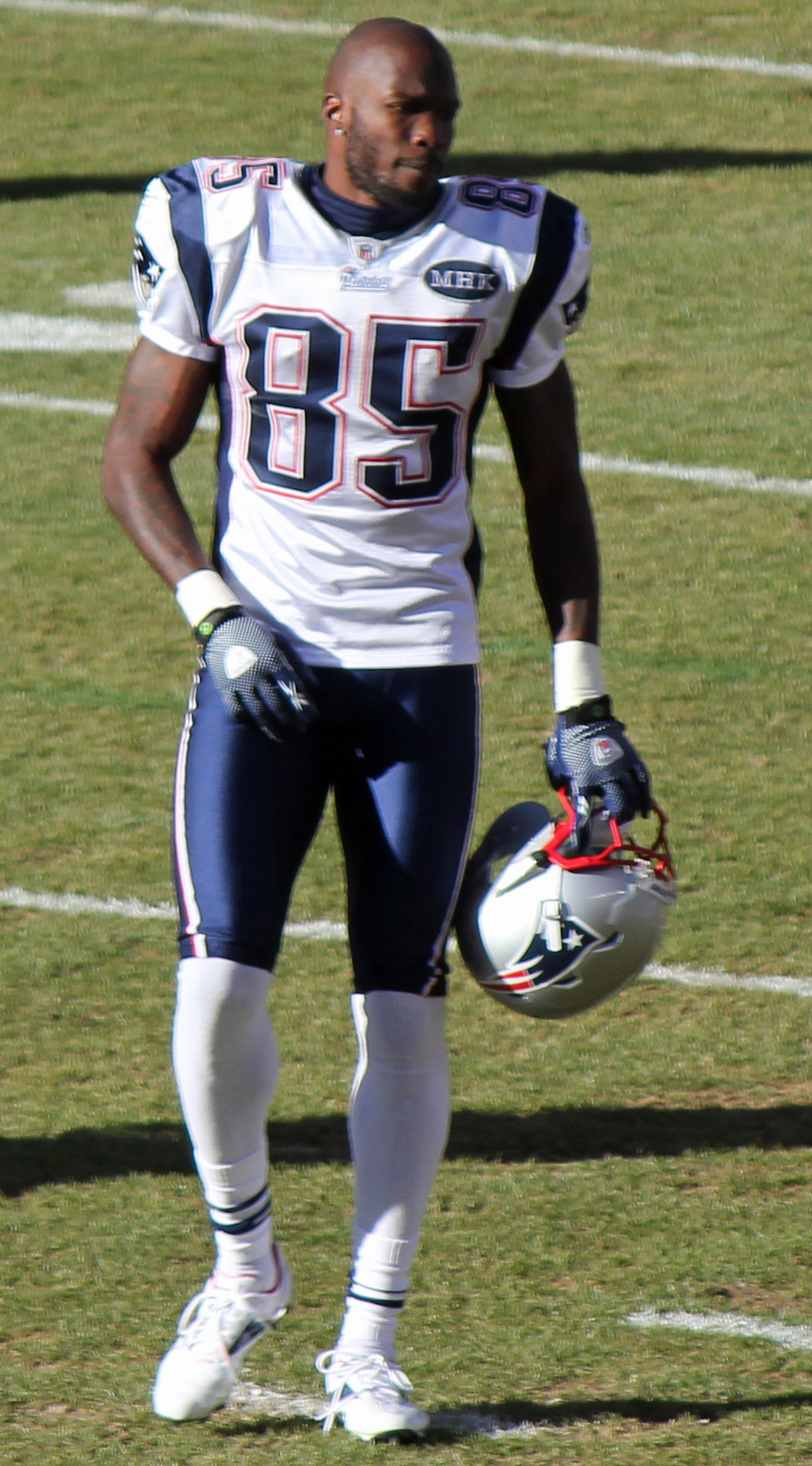
Johnson coi Patriots

Il 28 luglio 2011 Ochocinco passò ai New England Patriots in cambio della scelta al 5º giro del draft NFL 2012 e la scelta al 6º giro del Draft NFL 2013. Il suo contratto venne ristrutturato in un triennale per un totale di 6,35 milioni di dollari, mantenendo lo stesso numero di maglia.
Il 9 febbraio 2012 dichiarò di voler ritornare al suo cognome originario, Johnson.
Il 7 giugno 2012, Ochocinco venne svincolato dai Patriots dopo una sola stagione.

### Miami Dolphins
Il 12 giugno 2012, Ochocinco firmò un contratto di un anno coi Miami Dolphins. Il 23 luglio 2012, Chad tornò ufficialmente al proprio cognome originario. Il 12 agosto, Johnson fu arrestato con l'accusa di violenza domestica per aver colpito con una testata la moglie Evelyn Lozada il fatto scatenante la furia di Chad è stato probabilmente un pacchetto di preservativi trovato dentro la Smart della Signora Johnson.. Due giorni dopo, Chad fu svincolato dai Dolphins. Qualche ora dopo il licenziamento, l'allenatore di Miami Joe Philbin affermò che la fine del rapporto contrattuale tra le parti non era dovuta (solo) all'incidente capitato nei giorni precedenti al giocatore.

### Montreal Alouettes
Dopo due stagioni fuori dai campi di gioco, il 17 aprile 2014, Johnson firmò un contratto biennale con i Montreal Alouettes della Canadian Football League. Il primo touchdown lo segnò il 13 luglio contro i Winnipeg Blue Bombers, azione dopo la quale festeggiò abbracciando un arbitro.

### Monterrey Fundidores
Nel marzo 2017, fu confermato dal sito della Liga de Fútbol Americano Profesional de México che Johnson avrebbe giocato per i Monterrey Fundidores. Nella sua prima partita segnò un touchdown su una ricezione da 41 yard contribuendo alla vittoria della sua squadra.

## Palmarès

### Football americano

#### Franchigia
- American Football Conference Championship: 1

New England Patriots: 2011

#### Individuale
- Convocazioni al Pro Bowl: 6

2003, 2004, 2005, 2006, 2007, 2009
- First-team All-Pro: 2

2005, 2006
- Second-team All-Pro: 1

2003
- Leader della NFL in yard ricevute: 1

2006
- Club delle 10.000 yard ricevute in carriera

### Calcio
- UPSL South Florida Championship: 1

2019

## Statistiche
Stagione regolare
|        |                      | Ricezioni | Ricezioni | Ricezioni | Ricezioni | Ricezioni | Ricezioni | Ricezioni | Corse | Corse | Corse | Corse | Corse | Fumble | Fumble |
| Anno   | Squadra              | P         | PT        | Ric       | Yard      | Media     | Max       | TD        | Ten   | Yard  | Media | Max   | TD    | FUM    | Persi  |
| ------ | -------------------- | --------- | --------- | --------- | --------- | --------- | --------- | --------- | ----- | ----- | ----- | ----- | ----- | ------ | ------ |
| 2001   | Cincinnati Bengals   | 12        | 3         | 28        | 329       | 11.9      | 28        | 1         | -     | -     | -     | -     | -     | -      | -      |
| 2002   | Cincinnati Bengals   | 16        | 14        | 69        | 1,166     | 16.9      | 72        | 5         | -     | -     | -     | -     | -     | -      | -      |
| 2003   | Cincinnati Bengals   | 16        | 14        | 90        | 1,355     | 15.1      | 82        | 10        | -     | -     | -     | -     | -     | -      | -      |
| 2004   | Cincinnati Bengals   | 16        | 16        | 95        | 1,274     | 13.4      | 53        | 9         | 4     | 39    | 9.8   | 18    | 0     | 1      | 0      |
| 2005   | Cincinnati Bengals   | 16        | 16        | 97        | 1,432     | 14.8      | 70        | 9         | 5     | 33    | 6.6   | 11    | 0     | 1      | 0      |
| 2006   | Cincinnati Bengals   | 16        | 16        | 87        | 1,369     | 15.7      | 74        | 7         | 6     | 24    | 4.0   | 8     | 0     | 1      | 1      |
| 2007   | Cincinnati Bengals   | 16        | 16        | 93        | 1,440     | 15.5      | 70        | 8         | 6     | 47    | 7.8   | 16    | 0     | 2      | 1      |
| 2008   | Cincinnati Bengals   | 13        | 10        | 53        | 540       | 10.2      | 26        | 4         | -     | -     | -     | -     | -     | -      | -      |
| 2009   | Cincinnati Bengals   | 16        | 15        | 72        | 1,047     | 14.5      | 50        | 9         | 3     | 32    | 10.7  | 26    | 0     | 2      | 2      |
| 2010   | Cincinnati Bengals   | 14        | 12        | 67        | 831       | 12.4      | 42        | 4         | 0     | 0     | 0     | 0     | 0     | 0      | 0      |
| 2011   | New England Patriots | 15        | 3         | 15        | 276       | 18.4      | 53        | 1         | 0     | 0     | 0     | 0     | 0     | 0      | 0      |
| Totale |                      | 151       | 132       | 751       | 10,783    | 14.4      | 82        | 66        | 24    | 175   | 7.3   | 26    | 0     | 7      | 4      |

### Record di franchigia dei Bengals
- Maggior numero di yard ricevute in una stagione (1.440)
- Maggior numero di yard ricevute in carriera (10.507)
- Maggior numero di ricezioni in carriera (751)
- Maggior numero di touchdown su ricezione in carriera (65)
- Maggior numero di yard ricevute in una partita (260)
- Maggior numero di stagioni con oltre mille yard ricevute (7)